# Студва
Студва је река у источној Славонији у Хрватској и западном Срему у Србији.
То је спора, 37 km дуга река, која извире у близини села Гуње и протиче поред Ђурића, Дреноваца, Сољана и Врбање, а утиче у реку Босут у селу Моровић у Војводини. 
Једним делом чини и границу између Хрватске и Србије. 